# Caimanera
Caimanera es una localidad ubicada al extremo más oriental de Cuba, justo al final de las cordillera de La Sierra Maestra, y de la bahía de Guantánamo, se encuentra al borde de una base naval de los Estados Unidos lo que la convierte de facto en el único municipio con frontera terrestre en la isla.
El nombre Guantánamo, de origen arauaco, es herencia de sus antiguos pobladores indígenas. A la llegada de Cristóbal Colón a la bahía guantanamera (30 de abril de 1494) fue recibido con la inocente bondad característica en los vecinos de varios asentamientos taínos existentes en el interior de la rada, quienes como muestra de paz, recibieron con cestas repletas de frutas y pescado salado a los inesperados visitantes.
En 1510, también esta parte oriental fue escenario del desembarco del conquistador Diego Velázquez.
En el interior de la bahía de Guantánamo y en ambas márgenes se desarrollan las comunidades integrantes del municipio Caimanera, el que con sus 362,9 km² (incluyendo 115 km² ocupados por una Base Naval estadounidense) es el más pequeño del país.
Su nombre original fue "La Caimanera", surgido como denominación popular, inspirado en la gran cantidad de caimanes existentes en los numerosos pantanos sobre todo, cerca de las desembocaduras de los ríos Guantánamo y Guaso, cuyas aguas vierten en la bahía.
Caimanera tiene un relieve mayormente llano con pendientes moderadas hacia el sur; un suelo pantanoso de arenisca y arcilla, un clima semidesértico con temperaturas altas y escaso régimen de lluvias; Estas y otras características geográficas les confieren cualidades distintivas tanto a su flora y fauna como a las actividades del hombre.
Es uno de los 10 municipios que componen la actual provincia de Guantánamo.
Posee una población de 10 512 habitantes.

## Límites
- Norte: Municipios Guantánamo y Manuel Tames.
- Este: Municipio de San Antonio del Sur.
- Sur: Mar Caribe
- Oeste: Municipio de Niceto Pérez

Está situada a 17 km de la ciudad de Guantánamo, capital provincial.
Por su posición meridional, Caimanera forma parte de las regiones de Cuba más próximas al Ecuador donde los rayos del sol inciden con mayor perpendicularidad, variable que unida a la influencia del mar, del relieve y otros factores de carácter local y regional ha devenido en las particularidades de su clima, el que se caracteriza por la salinidad, la alta evaporación solar y la escasez de lluvia.
Se puede considerar que ubicada en las franjas costeras del sur de Cuba, forma parte del llamado semidesierto cubano. 

## Características
Caimanera tiene una población de 10 937 habitantes. La densidad poblacional es de 29,5 hab/km², de ella el 56 % es económicamente activa y los ocupados en la economía ascienden a 5891. Su relieve suave y ondulado está formado por llanuras marinas cenagosas y algunas zonas premontañosas. El área que ocupa el poblado cabecera y sus alrededores es sumamente baja, con sólo 0,4 m s. n. m. (metros sobre el nivel del mar). Caimanera está regida por un clima con características semidesérticas, donde las precipitaciones oscilan entre 400 y 800 mm anuales y la temperatura media de unos 26 °C con una humedad relativa de 60 %. Forma parte de la zona más seca de Cuba. 
Presenta suelos aluviales de arcillas sobre calizas y areniscas, muy escabrosos y de uso agrícola bastante limitado. Los elementos geográficos de esta parte de la provincia, le confieren características sui géneris, tanto en la flora, en la fauna y en las actividades del hombre. La fauna que habita la zona son la jutia, la iguana y diferentes tipos de aves, todos endémicos del área, el litoral está rodeado de área cenagosa y manglares que han ido desapareciendo con el paso del tiempo.

### Bahía
La bahía de Caimanera, con sus 19 km de longitud, representa la tercera bahía de bolsa más extensa del mundo, sólo superada por la de Hudson en Canadá y la de Nipe en el norte oriental cubano. Es el principal receptor de mercancías para la provincia de Guantánamo.

## Extensión territorial
Posee una extensión territorial de 362,9 km, de los cuales 115 están ocupados por la Base Naval de Guantánamo.

## Desarrollo social

### Cultura
Un centro de promoción cultural y un aula de danza, funcionan en el municipio de Caimanera.
Promover y desarrollar el talento artístico del territorio constituye el objetivo de ambos centros. El primero de ellos dispone de área suficiente para la realización de actividades con niños, jóvenes y adultos, y es capaz de acoger a más de 300 personas dentro de la instalación.
El centro de promoción cultural se caracteriza por la buena opción cultural, un servicio gastronómico eficiente y con variedad de ofertas. Todo ello depende, igualmente, de una programación adecuada, donde están previstos espacios fijos para los más pequeños, sábados y domingos en el horario de la mañana y para la tercera edad, los jueves.
El aula especializada para la enseñanza de la danza también dispone de las condiciones necesarias para el desarrollo de esa manifestación artística en el marino poblado. Caimanera dispone de instructores de arte y promotores culturales, los que ahora tienen en sus manos dos nuevas instalaciones para potenciar la cultura en la primera trinchera antimperialista de Cuba.
Sin embargo, la centenaria presencia norteamericana en la entrada de la bahía representa para Caimanera la existencia de limitadas posibilidades portuarias y la pesca. Los trabajadores del establecimiento pesquero no pueden llegar a las aguas exteriores de la bahía, por tanto tampoco logran variedad y calidad en las especies capturadas y el interés comercial disminuye.
La presencia de la base naval, ha permitido que este municipio sea el primer bastión defensivo de la revolución cubana. El 9 de noviembre de 1961 se crea el batallón fronterizo, simiente de la hoy brigada de la frontera orden Antonio Maceo.
Existen cuatro centros educacionales estos son una escuela primaria, una secundaria básica, una escuela especial y un politécnico.

### Salud
La salud pública comprende las funciones relacionadas con los servicios médicos y sanitarios. Incluye hospitales, policlínicos, puestos médicos, clínicas estomatológicas, laboratorios estomatológicos, laboratorios de higiene y epidemiología y microbiología, laboratorio de prótesis dental y ortopédica, unidades médicas especiales y otras unidades. También incluye el servicio de banco de sangre y hogares maternos. La asistencia social comprende las funciones relacionadas con la prestación de servicios asistenciales de tipo permanente a personas desvalidas, ancianos e impedidos.
Los servicios médicos se prestan en forma escalonada, con tres niveles de atención según el grado de complejidad de las unidades que lo prestan: atención primaria, secundaria y terciaria.
Los servicios de atención primaria están representados fundamentalmente por los médicos de familia, policlínicos, hospitales rurales, puestos médicos y clínicas estomatológicas, donde; mediante servicios básicos de medicina, pediatría, obstetricia, ginecología estomatología, enfermería y saneamiento ambiental, se brindan atención preventiva-curativa a la población organizada por sectores.
El sistema de atención primaria, apoyado por los servicios de nivel secundario y terciario, tales como hospitales municipales, provinciales y los institutos de investigación, conforman una estructura regionalizada que crea una interrelación entre ellos, garantizando los recursos de todo el sistema de forma óptima y racionales.

### Economía
Por sus cualidades semidesérticas es uno de los municipios mayor exportador de sal de Cuba.